# Gold’s Gym
Gold's Gym International, Inc. ist eine US-amerikanische Kette internationaler Fitnesscenter, die ursprünglich von dem Marinesoldaten Joe Gold in Venice Beach, Kalifornien, gegründet wurde und Bodybuilding als Breitensport zugänglich machte. Die Gold’s-Gym-Studios weltweit werden überwiegend als Franchise geführt. Der Hauptsitz von Gold's Gym befindet sich in Dallas und ist mittlerweile im Besitz der deutschen RSG Group.

## Geschichte

Gold's Gym in Round Rock, Texas.

Joe Gold eröffnete im August 1965 das erste Gold’s Gym in Venice Beach, Kalifornien, lange bevor es moderne Fitnessstudio von heute überhaupt gab. Es war mit selbstgebauten Geräten ausgestattet und wurde als „Mekka des Bodybuildings“ bezeichnet. Arnold Schwarzenegger, Ric Drasin und Dave Draper trainierten darin regelmäßig.

### Frühe Entwicklungen
In den 1950er Jahren wurde Bodybuilding eher als Außenseitersport angesehen, da die Sportbegeisterten als Randgruppe der normalen Gesellschaft betrachtet wurden. Fitnessstudios in dieser frühen Zeit in Kalifornien, der frühen Heimat des Bodybuildings, wurden eher als Orte im Freien eingerichtet. Joe Gold war mit diesen Angeboten unzufrieden und gründete Gold's Gym als Innenbereichsfitness für seine Freunde und sich selbst. 1965 beschloss er, eines seiner Grundstücke in Kalifornien in das erste Fitnessstudio dieser Art in der Pacific Avenue in Venice Beach umzuwandeln, was bei vielen Bodybuildern für Aufregung sorgte, die sich für den Ort begeisterten und sein neues Potenzial erkannten. Dick Tyler kommentierte es als „große Neuigkeit für große Männer“, ein Ort, der zum Synonym für den Aufstieg legendärer Bodybuilder wie Arnold Schwarzenegger, Dave Draper, Lou Ferrigno oder Franco Columbu werden sollte. Obwohl Joe Gold aus Kostengründen seine eigenen Geräte entwarf, reichte der monatliche Mitgliedsbeitrag von 60 US-Dollar nicht aus, um das Geschäft am Laufen zu halten, und er verkaufte es bereits 1970 an Dave Saxe, einen bekannten Antiquitätenhändler, und Bud Danits, einen Juwelier. Bald standen die neuen Eigentümer vor der gleichen Herausforderung eines unrentablen Geschäftes und erwogen, den Standort in ein Antiquitätengeschäft umzuwandeln. In dieser Situation ergriff das Fitnessstudiomitglied Ken Sprague seine Chance und kaufte das Fitnessstudio Ende 1971. Da er Beziehungen zur Filmbranche hatte, brachte er neue Energie in das Geschäft, indem er Bodybuilding-Wettbewerbe organisierte und Shows sponserte, bei denen er die Athleten von Gold's Gym erfolgreich zur Schau stellen konnte. Schließlich wurde Gold's Gym ein profitables Geschäft.

### Das Logo
Das ursprüngliche Logo von Gold's Gym, ein kahlköpfiger Gewichtheber mit einer Hantel, wurde 1973 vom Profi-Wrestler Ric Drasin entworfen, der vier Jahre lang Arnold Schwarzeneggers Trainingspartner war. Während einer Trainingspause skizzierte er den Gewichtheber auf einer Serviette. Das Logo wurde zu einem Kultsymbol in der Bodybuilding-Szene.

### Gold's Gym als Kulisse fürPumping Iron
Dank Spragues Kontakten zur Filmindustrie und seiner Überzeugungskünste ergab sich 1975 eine Gelegenheit, als der Filmemacher George Butler das bahnbrechende Dokudrama Pumping Iron (1977) direkt in Gold's Gym als Hauptdrehort filmen sollte, in dem Arnold Schwarzenegger um den Titel Mr. Universum und Mr. America kämpft und sich im Gold’s Gym dafür vorbereitet. Da Sprague seinem Fitnessstudio und dem Sport sehr verbunden war und er die Anforderungen bei Dreharbeiten verstand, bot er Butler vollen und uneingeschränkten Zugang zum Fitnessstudio. Er bereitete das Fitnessstudio als Filmkulisse vor und verbesserte es, in der er bestimmte Fenster übermalen ließ, um das Gegenlicht zu kontrollieren, und installierte zusätzlich ein Beleuchtungsgitter. Obwohl den Filmemachern die Mittel ausgingen, um die Produktion fertigzustellen, halfen Arnold Schwarzenegger und andere Bodybuilder, zusätzliche Mittel für die Fertigstellung aufzutreiben. Das Dokudrama Pumping Iron wurde ein Bestseller, der nicht nur auf das Fitnessstudio selbst, sondern auch auf Bodybuilding und Körperbau im Allgemeinen aufmerksam machte. Aufgrund dieser Wirkung wurde Gold's Gym zum berühmtesten Fitnessstudio weltweit, was die Mitgliedspreise um den Faktor 3,3 erhöhte. Seitdem entwickelte sich Bodybuilding zu einem Mainstream-Sport. Auch viele Schauspieler der Filmindustrie begannen, mehr Muskeln aufzubauen, als man es in Filmen zuvor gesehen hatte, wodurch der Einfluss einer guten Körperform auf breitere Bereiche der Gesellschaft ausgedehnt wurde. 1979 war Gold’s Gym Gastgeber des „Mr. America-Contest“. Gold's Gym galt weiterhin als Meilenstein der Bodybuilding-Kultur und hat so Kultstatus erreicht.

### Übergang zu einem internationalen Franchise
1979 wurde Gold's Gym von Sprague an das Trio Ed Connors, Pete Grymkowski (ehemals Mr. World) und Tim Kimber verkauft. Die drei Eigentümer erweiterten Gold's Gym zum Franchisesystem und schlossen Lizenzverträge in den gesamten USA ab, wodurch die Zahl der Gold's Gyms bis 1981 erheblich anstieg. Sie zogen vom 5.500 Quadratmeter großen Stammhaus an einen 60.000 Quadratmeter großen Standort am Hampton Drive. Die Dynamik des Ruhms war hilfreich, um Lizenzen für Produkte wie Fitnessgeräte und -kleidung zu verkaufen. Bald expandierte die Marke international, nachdem 1985 die erste Filiale außerhalb der USA in Kanada eröffnet wurde. 1993 wurde die Grenze von 1 Million Mitgliedern überschritten. In den neunziger Jahren expandierte Gold's Gym rund um den Globus, sogar nach Japan. Aufgrund des internationalen Franchise änderte sich der ursprüngliche Charakter später zu einem modernen kommerziellen Fitnessstudio, das die Standards der modernen Fitnessbranche erfüllte. 1999 wurde das Unternehmen erneut an die Privatfirma Brockway Moran & Partners für geschätzte 50 Millionen Dollar verkauft. 2004 wurde es erneut für 150 Millionen Dollar an TRT Holdings verkauft. Das Wachstum von Gold’s Gym führte zu einer weiteren Ausweitung des Geschäfts mit modernen Wellnessprogrammen, sodass über 3.000 Unternehmenspartner hinzukamen. Das ursprüngliche Gold’s Gym in Venice Beach wird von ESPN als nationales Sportdenkmal angesehen und auf dessen Liste der 100 bedeutendsten Sportstätten genannt. Zu den namhaften Nutzern von Gold’s Gym zählten Berühmtheiten wie Jessica Alba, Jodie Foster, Morgan Freeman, Dwayne Johnson, Jim Morrison, Keanu Reeves, Hilary Swank, Big Show und Tiger Woods und viele andere. 2016 eröffnete Gold’s Gym weltweit 58 neue Standorte und 2017 die ersten in Amman in Jordanien.

### Übernahme durch RSG Group

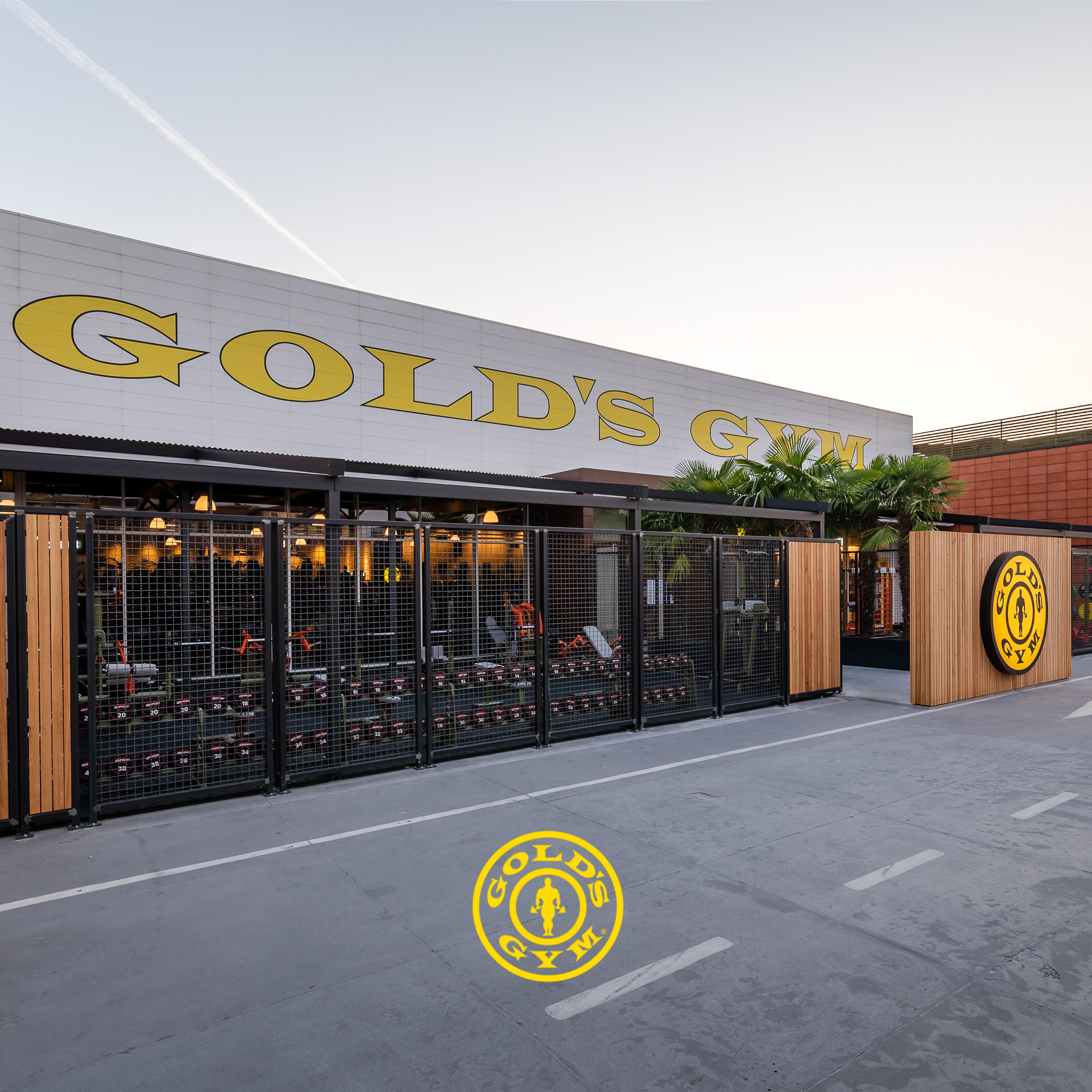
Gold's Gym in Milan Monterosa in Italien.

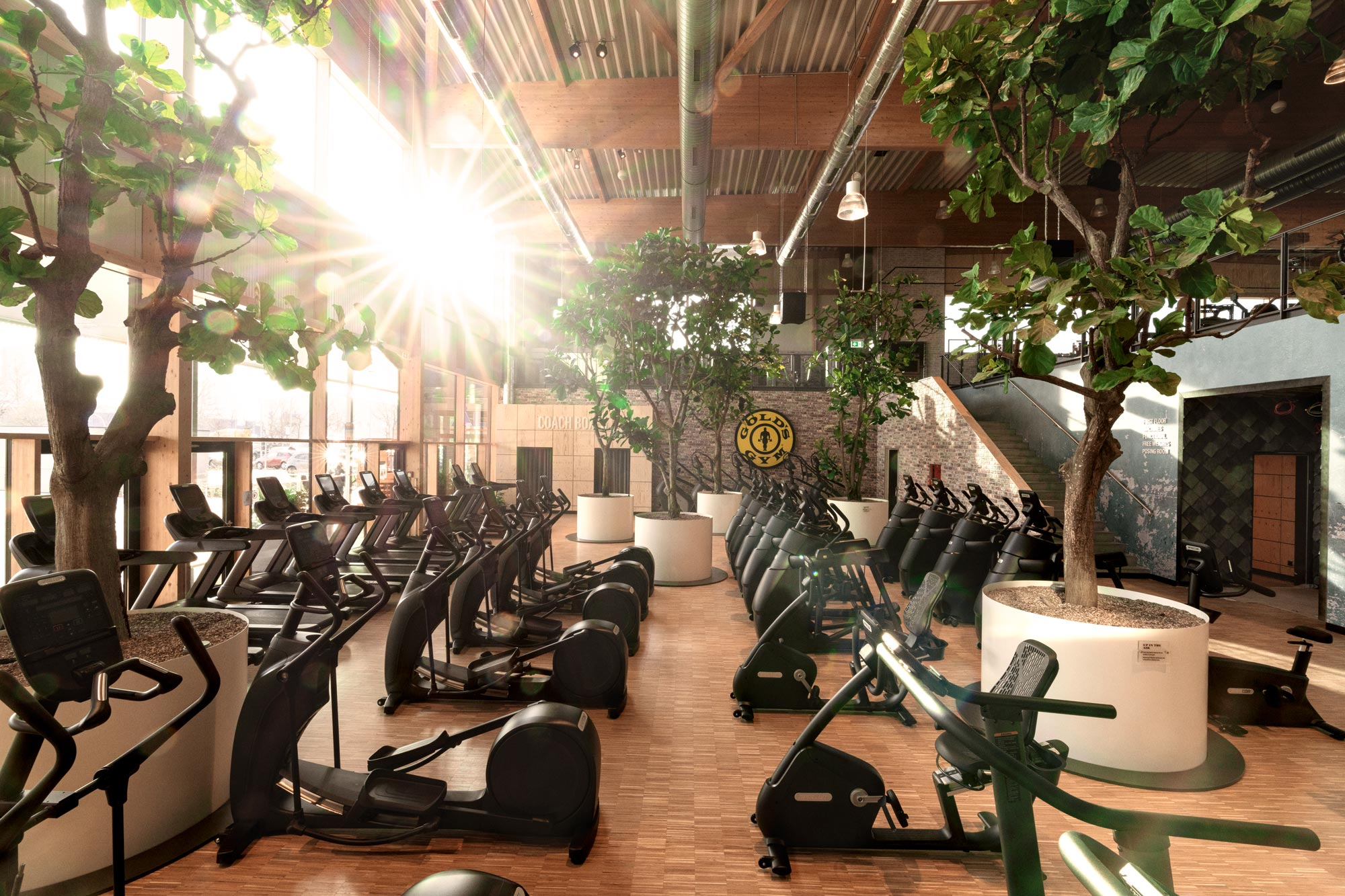
Ökologisches Gold's Gym in Berlin.

Die Auswirkungen der Covid-19-Pandemie haben das Unternehmen so schwer getroffen, dass es schließlich mit seinen 61 unternehmenseigenen Fitnessstudios und über 700 Franchises auf sechs Kontinenten in die Insolvenz ging.
Am 4. Mai 2020 meldeten GGI Holdings, LLC (Gold’s Gym) und 14 verbundene Schuldner beim US-Bezirksgericht für den nördlichen Bezirk von Texas Insolvenz nach Chapter 11 an. Die Schuldner haben unter der Fallnummer 20-31318 eine gemeinsame Verwaltung der Fälle beantragt. Wie fast alle Unternehmen musste Gold’s Gym im März 2020 aufgrund der COVID-19-Pandemie seine US-Standorte vorübergehend schließen. Im April desselben Jahres kündigte Gold’s Gym an, 30 seiner Standorte dauerhaft zu schließen. Sie sagten, dass ihr Insolvenzantrag nur unternehmenseigene Standorte betreffen würde, und setzten sich für August 2020 ein Wiederaufstiegsziel. Das Unternehmen besitzt etwa 10 Prozent der fast 700 weltweiten Standorte.
Schließlich wurde Gold's Gym am 13. Juli 2020 im Rahmen eines gerichtlichen Auktionsverfahrens versteigert. Rainer Schaller, der Eigentümer des deutschen Fitnessunternehmens RSG Group, erwarb in der Auktion Gold's Gym für 100 Millionen Dollar. Rainer Schaller erfüllte sich seinen Traum, endlich die legendäre Fitnessmarke zu besitzen, die ihn 1997 dazu inspiriert hatte, sein eigenes Fitnessunternehmen zu gründen. Zuvor war die RSG Group hauptsächlich in Europa aktiv und expandierte mit der Integration von Gold's Gym in ihr Portfolio zu einem globalen Unternehmen.
Seitdem wurde Gold's Gym neu belebt und hat auch eine neue Präsenz in Europa aufgebaut, indem es neue Fitnessstudios in Österreich, Italien und Deutschland eröffnet hat. Der Expansionsprozess geht weltweit weiter, z. B. in Dallas, Highland Meadows und Georgetown. In Europa, Indien, Australien usw. werden vieler seiner Fitnessstudios modernisiert. In Berlin eröffnete das nachhaltigste Fitnessstudio der Welt.

## Unternehmensinformationen
Gold's Gym ist ein Privatunternehmen des internationalen Fitnessunternehmens RSG Group und verfügt über etwa 68 firmeneigene Fitnessstudios und über sein Franchiseprogramm über etwa 520 internationale Fitnessstudios in Ländern wie z. B.: Australien, Österreich, Costa Rica, Ägypten, Deutschland, Indien, Italien, Japan, Mexiko, Mongolei, Niederlande, Peru, Philippinen, Polen, Saudi-Arabien, Russland, Spanien, Vereinigte Arabische Emirate, Vereinigtes Königreich, Venezuela.

## Aktuelle Geschäftstätigkeit
Gold's Gym hat Standorte auf sechs Kontinenten. In den Jahren 2015 und 2016 führte Gold's Gym den J.D. Power Health and Fitness Center Satisfaction Report an. Im Jahr 2017 brachte Gold's Gym GOLD'S AMP auf den Markt, eine Fitness-App, die als digitaler Personal Trainer dienen soll, den die Menschen jederzeit und überall nutzen können. Sie enthält zahlreiche individuelle Trainingsoptionen unter Anleitung von Gold's Gym-Trainern und Tausende von Musikmixes. Im Juli 2020 berichtete die neue Muttergesellschaft RSG Group, dass Gold's Gym 61 firmeneigene Fitnessstudios und über 600 Franchise-Fitnessstudios hatte.

## Firmenverkaufs- und Wellnessprogramm
Gold's Gym betreibt ein landesweites Firmen-Wellnessprogramm mit über 3.000 Partnerunternehmen, darunter Home Depot, Bank of America, Whataburger und Union Pacific. Das Firmenverkaufs- und Wellnessprogramm bietet landesweit individuelle Gesundheits- und Fitnesspläne für Mitarbeiter, darunter Mitgliedschaften, Ernährung und Wellnessprogramme.
Gold's Gym ist einer von zwei offiziellen Fitnessclubs der AARP. Über die AARP bietet es Monatsmitgliedschaften an und ist außerdem der offizielle Fitnessclub der Blue Cross and Blue Shield Association. Gold's Gym bietet eine Online-Anmeldung an.

## Ausstattung der Studios
Die Gold’s Gyms verfügen alle über einen großen Krafttrainings- und Freihantelbereich mit schweren Hanteln bis 150 kg, Olympia-Langhanteln und einen großzügigen Bereich für Ausdauertraining sowie einen Funktionsbereich. In eigens dafür vorgesehenen Räumen gibt es ein breites Angebot an unterschiedlichen Fitnesskursen. Personal Trainer können gegen Aufpreis gebucht werden. Alle Studios verfügen über mindestens eine Sauna, einige Standorte haben zusätzlich einen Posing-Raum zur Vorbereitung auf Bodybuilding-Wettkämpfe.

## Gold's Gym Challenge USA und Fitness-Wettbewerb
Eine wichtige Marketingkampagne für Mitglieder ist die jährliche Gold's Gym Challenge, die in den USA stattfindet. Es handelt sich um einen 12-wöchigen Wettbewerb, bei dem es um die Sichtbarkeit von Körperveränderungen geht. Im Januar jeden Jahres beginnen die Teilnehmer damit, eine Bestandsaufnahme ihres Körpers zu machen, indem sie ihn messen und fotografieren. Nach 12 Wochen werden erneut Messungen und Fotos gemacht, um die Ergebnisse zu dokumentieren. Jedes teilnehmende Gold's Gym wählt seine eigenen Gewinner aus, die dann national antreten müssen. Schließlich wird ein Gesamtsieger gekürt.
Die Gewinner der Gold's Gym Challenge wurden in zahlreichen Publikationen vorgestellt, darunter PopSugar, Atlanta Journal-Constitution und Women's Health.
Im Jahr 2023 wurde die Gold's Gym Challenge USA durch den jährlichen Gold's Gym Fitness-Wettbewerb ergänzt.

## Gold’s Gym Academy in Deutschland
Im Leistungszentrum ist auch die Gold’s Gym Academy angesiedelt, in der Tagungen, Workshops und Weiterbildungskurse stattfinden können. Ziel ist es, Bodybuilding, Leistungssport und Weiterbildung zu verbinden.

## Nahrungsergänzungsmittel
Eine 2021 von der RSG Group gegründete Vertriebsabteilung ist Gold’s Gym Nutrition – eine selbst entwickelte und vertriebene Nahrungsergänzungsmittellinie. Das Sortiment bietet verschiedene Nahrungsergänzungsmittel für Sportler in Form von Getränken, Shakes, Riegeln, Pulver und Kapseln.
Sportbekleidung
Seit den 1980er Jahren verkauft Gold’s Gym speziell entworfene Kleidung, die vor allem sein Logo hervorhebt, einen kahlköpfigen Gewichtheber mit einer Hantel, der zu einem ikonischen Symbol in der Bodybuilding-Szene geworden ist. Heute entwirft der Geschäftsbereich „Gold’s Gym Apparel“ unter Anerkennung der legendären Symbolik eigene funktionelle Sportbekleidung und Accessoires für beide Geschlechter. Außerdem werden einige aufwendige Artikel nachhaltig in Portugal hergestellt. Im April 2024 war Gold’s Gym Apparel zum ersten Mal auf der weltgrößten Fitness- und Gesundheitsmesse FIBO in Köln vertreten.

## Franchise-Gruppen

### Gold’s Gym SoCal
Gold’s Gym SoCal ist eine Franchise-Gruppe, die 23 Standorte in Südkalifornien besitzt
und von den Banos-Brüdern betrieben wird, die 1988 ihr erstes Fitnessstudio in North Hollywood eröffneten. Präsident der Gruppe ist Angel Banos und Brian Morris ist ihr Senior Vice President.

### Gold’s Gym India
Gold’s Gym India hat mehr als 150 Standorte in über 90 Städten Indiens. Gold’s Gym begann seine Präsenz 2002 in Mumbai. Es ist die zweitgrößte Fitness-Gruppe in Indien. Ihre Gründer sind Rajesh Advani und Jagdish K. Valecha. Heute gehört es „Fitness Unicorn Cult.fit“.

### Gold’s Gym Japan

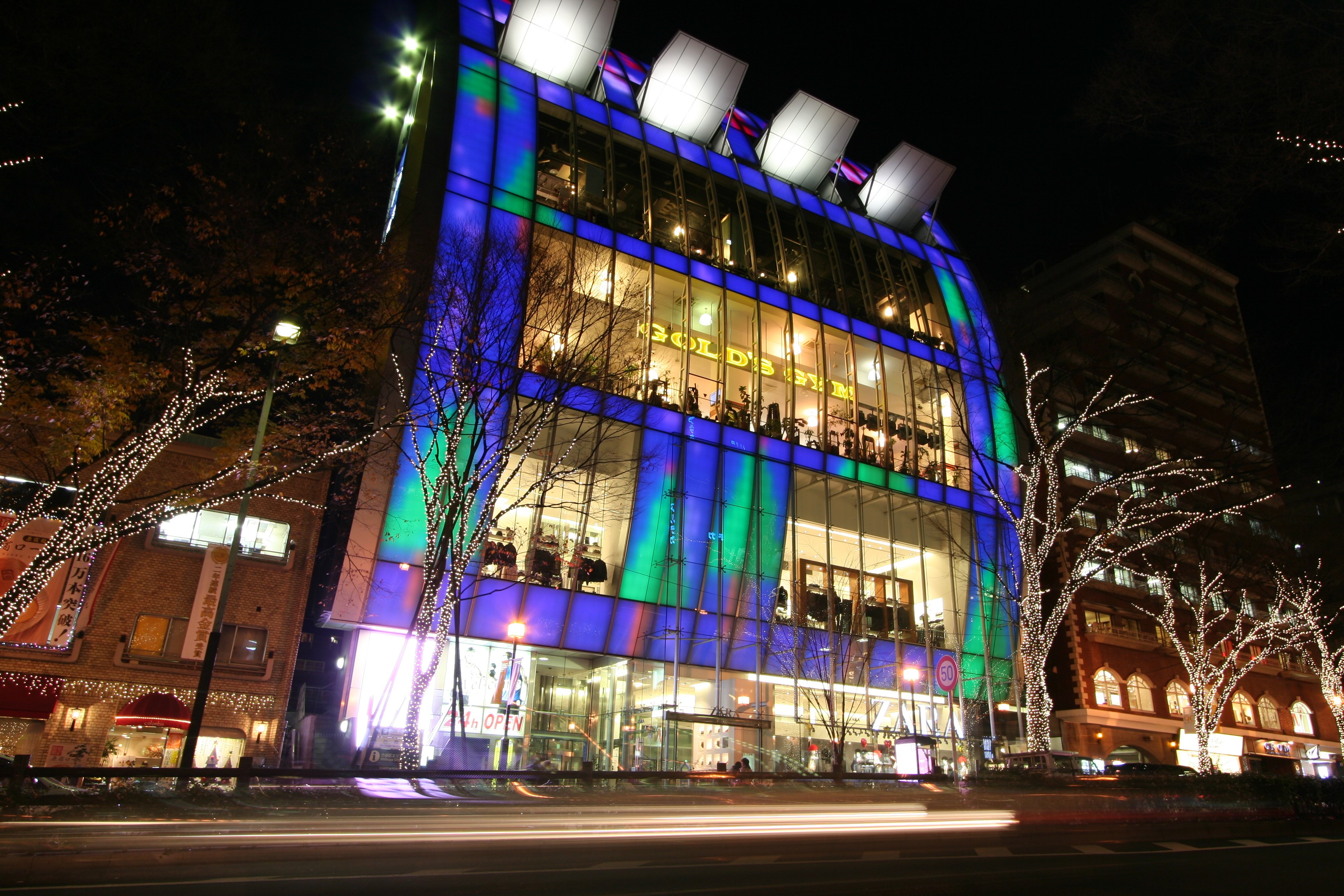
Gold's Gym in Tokyo.

In Japan ist Eiji Tezuka der größte Franchise-Eigentümer, der Gold’s Gym in Japan auf mehr als 95 Einrichtungen im ganzen Land ausgebaut hat.

### Gold’s Gym Arabia

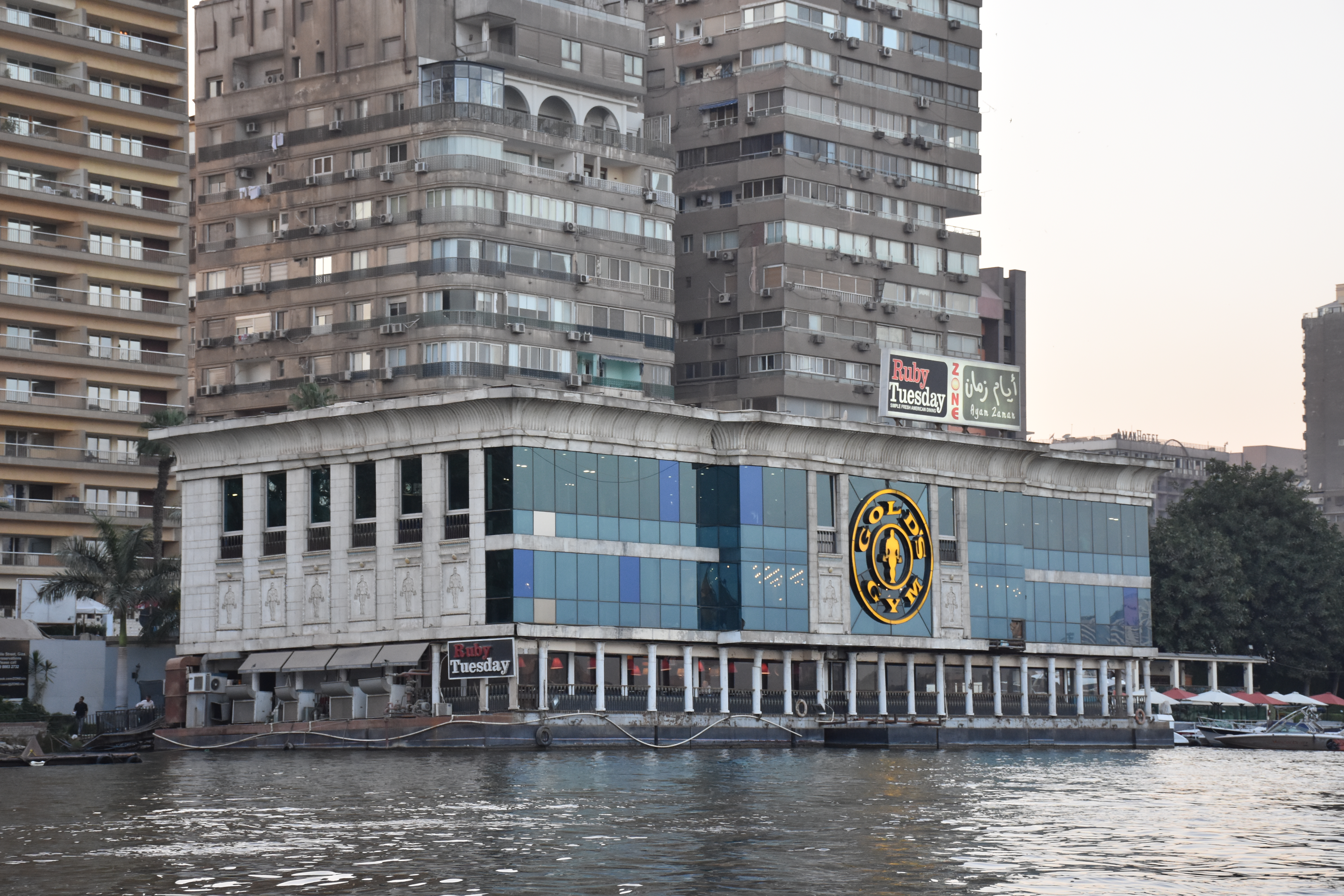
Gold's Gym Kairo am Nil.

Die Franchise-Gruppe Gold’s Gym Arabia hat über 70 Fitnessstudios in Saudi-Arabien. Eigentümer der Gruppe ist die Batterjee Holding Co. in Dschidda. Die Fitnessstudios verwenden hochmoderne Geräte von Matrix Fitness. Gold’s Gym ist in Saudi-Arabien zum Pionier im Bereich der Frauenfitness geworden.